# 26-й артиллерийский полк (Великобритания)
26-й полк Королевской артиллерии (англ. 26th Regiment Royal Artillery) или просто 26-й артиллерийский полк — артиллерийский полк Британской армии. Образован в 1947 году. Оснащён батарей самоходных артустановок AS-90 и батареей РСЗО.

## История
Полк создан на основе 4-го полка полевой артиллерии в 1947 году. Начал службу в том же году в Малайской Федерации, в 1951 году переведён в Ливии. В 1962 году был переименован в 26-й аэромобильный полк королевской артиллерии (англ. 26th Airportable Regiment Royal Artillery), оснащён 105-мм гаубицами L118 Light Gun.
В 1963 году 26-й аэромобильный полк стал 26-м средним полком королевской артиллерии (англ. 26th Medium Regiment Royal Artillery) и был переоснащён 5,5-дюймовыми гаубицами, после чего направлен на Кипр. С 1965 года базировался в Хоне, получил позднее имя 26-го полевого полка королевской артиллерии (англ. 26th Field Regiment Royal Artillery) и был дополнительно оснащён самоходками «Эббот». Участвовал в конфликте в Северной Ирландии в 1970-е годы, в 1980-е годы базировался в Бэйкерских казармах.
В 1994 году оснащён гаубицами AS-90, отправлен в составе контингента НАТО в Боснию и Герцеговину через год, в 2000 году дислоцировался в Косово, в 2003 году участвовал во вторжении в Ирак, в 2008 году был отправлен в Афганистан.

## Батареи
В состав полка входят следующие батареи:
- 19-я артиллерийская батарея
- 16-я артиллерийская батарея
- 17-я артиллерийская батарея
- 55-я артиллерийская батарея
- 159-я артиллерийская батарея
- 132-я артиллерийская батарея[англ.][3]